# Gbingué
Gbingué est un village du département et la commune rurale de Iolonioro (ou Niolonioro), situé dans la province de la Bougouriba et la région du Sud-Ouest au Burkina Faso.

## Géographie

### Démographie
- En 2006, le village comptait 2 847 habitants dont 48,9 % de femmes[1].